# Voilage

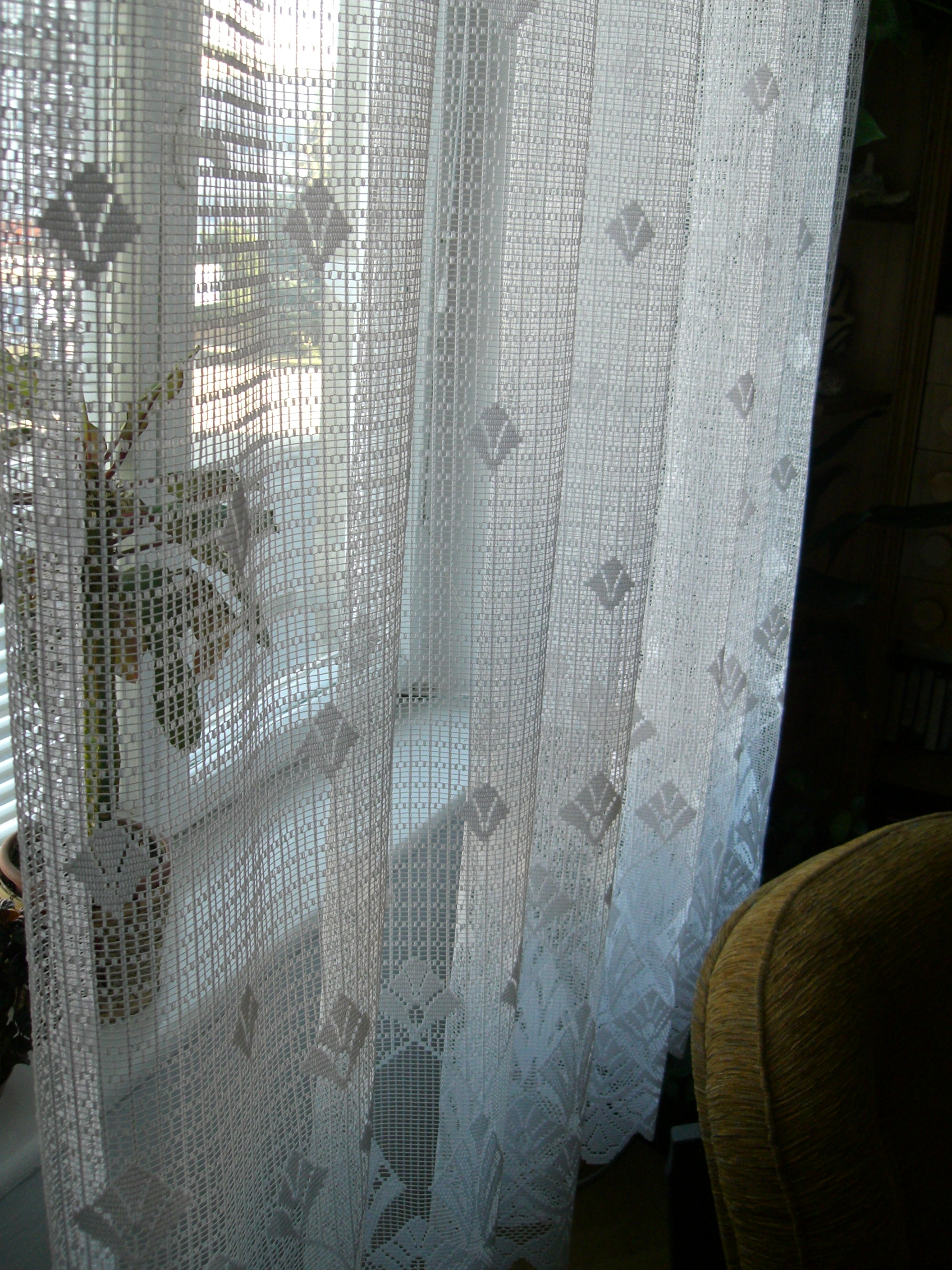
un voilage

Un voilage est un grand rideau de voile plus ou moins transparent généralement apposé devant une fenêtre.
Il est utilisé la plupart du temps pour permettre aux gens à l'intérieur de profiter de la lumière et de la vue extérieure tout en empêchant les gens à l'extérieur de voir à l'intérieur, tant que la luminosité extérieure est supérieure à la luminosité interne.
Un voilage peut également servir à atténuer la luminosité.
Il existe de nombreux types de voilages, en macramé, organza, lin, etc.